# Пьяцца Навона. Рим (картина ван Виттеля)
«Пьяцца Навона. Рим» — картина художника Гаспара ван Виттеля (Гаспаре Ванвителли), написанная в 1699 году. Картина находится в Музее Тиссен-Борнемиса в Мадриде (коллекция Кармен Тиссен-Борнемиса).

## Описание
Ванвителли принадлежал к группе художников — выходцев из Северной Европы, работавших в Риме в конце XVII — начале XVIII в.
Этот вид площади Навона Ванвителли создал, чтобы запечатлеть один из самых ярких проектов архитектурной перестройки, проводившихся в жизнь при папе Иннокентии X. Слева отреставрированный дворец семьи Памфили и церковь Сант-Аньезе-ин-Агоне (с фасадом по проекту Борромини), напротив церкви, в центре композиции, возвышается фонтан Четырёх рек (архитектор Бернини), Ванвителли своей живописью дал полное описание современного ему города. Его городской пейзаж скомпонован с учетом особенностей зрительного восприятия и на основе правильно построенной перспективы, в строгом соответствии с многочисленными сохранившимися подготовительными рисунками.